# Sikorsky Firefly
Le Sikorsky Firefly est un hélicoptère entièrement électrique construit à des fins de recherche par Sikorsky Aircraft . Il a été qualifié de « premier hélicoptère entièrement électrique » au monde. Le Firefly est un hélicoptère Sikorsky S-300C modifié dont le moteur a été remplacé par un moteur électrique, et le réservoir d’essence par deux batteries lithium-ion. L'hélicoptère ne peut embarquer qu’un seul pilote, et aucun passagers. Il a une vitesse de pointe de 150 km/h.
Sikorsky a annoncé ce nouvel appareil le 19 juillet 2010 au Salon aéronautique de Farnborough, au Royaume-Uni, et l’a présenté pour la première fois à la convention AirVenture de 2010, le 26 juillet. Il était prévu que l’hélicoptère fasse son premier vol fin ou début 2011. Le projet s'est inspiré de l'observation des dragsters électriques.

## Modifications du Sikorsky S-300C
Le Firefly a été conçu en remplaçant le moteur de l'hélicoptère léger S-300C, qui a été utilisé pendant près d'un demi-siècle avec plus de 3 000 appareils construits. Le Lycoming 190 chevaux du S-300C, moteur à essence 4 cylindres de 5,9 litres a été remplacé par un moteur électrique, un nouveau support de moteur et deux batteries situées de chaque côté du pilote. La commande du rotor, la transmission et les autres systèmes sont restés essentiellement inchangés.
Si l'avion perd complètement de la puissance, il peut effectuer un atterrissage par autorotation en toute sécurité. Le pilote est averti lorsque les batteries se vident durant le vol.

## Moteur électrique et batterie
Le moteur électrique à haut rendement est alimenté par deux batteries lithium-ion de 45 Ah, chacune pesant 265 kg. Les batteries, fabriquées par Gaia Power Technologies, constituent un total de 300 cellules et produisent environ 370 volts. Le moteur électrique est supposé voler de manière beaucoup plus silencieuse, émettre moins de vibrations et nécessiter des périodes de maintenance plus courtes tout au long de la durée de vie de l’hélicoptère. Le moteur électrique et le système de commande pèsent 82 kg. Le poids à vide est proche des 930 kg MTOW. Les batteries, le moteur et les composants électroniques sont refroidis par air et les batteries ont une autonomie de 15 minutes.

### Développements liés
- Hughes TH-55 Osage

- Sikorsky S-300